# Cyathochaeta diandra
Cyathochaeta diandra är en halvgräsart som först beskrevs av Robert Brown, och fick sitt nu gällande namn av Christian Gottfried Daniel Nees von Esenbeck. Cyathochaeta diandra ingår i släktet Cyathochaeta, och familjen halvgräs. Inga underarter finns listade i Catalogue of Life.